# Valquir Pimentel
Walquir Magalhães Pimentel (Rio de Janeiro, 10 novembre 1938 – Rio de Janeiro, 3 gennaio 2019) è stato un arbitro di calcio brasiliano, internazionale dal 1998 al 2004.

## Carriera
Attivo a livello statale dal 1969, dal 1971 dallo stesso anno ha diretto in Série A. È stato affiliato sia alla CBF che alla Federazione Carioca. Ha arbitrato per quindici anni, totalizzando 192 presenze nella massima serie nazionale.
È stato Presidente del Centro Esportivo Arraial do Cabo, società calcistica che disputa la Terza Divisione (Serie B2) del Campionato di Rio de Janeiro.